# Summerland (Kalifornia)
Summerland – jednostka osadnicza w Stanach Zjednoczonych, w stanie Kalifornia, w hrabstwie Santa Barbara, nad Oceanem Spokojnym.